# Liste des plus hauts sommets sur Terre

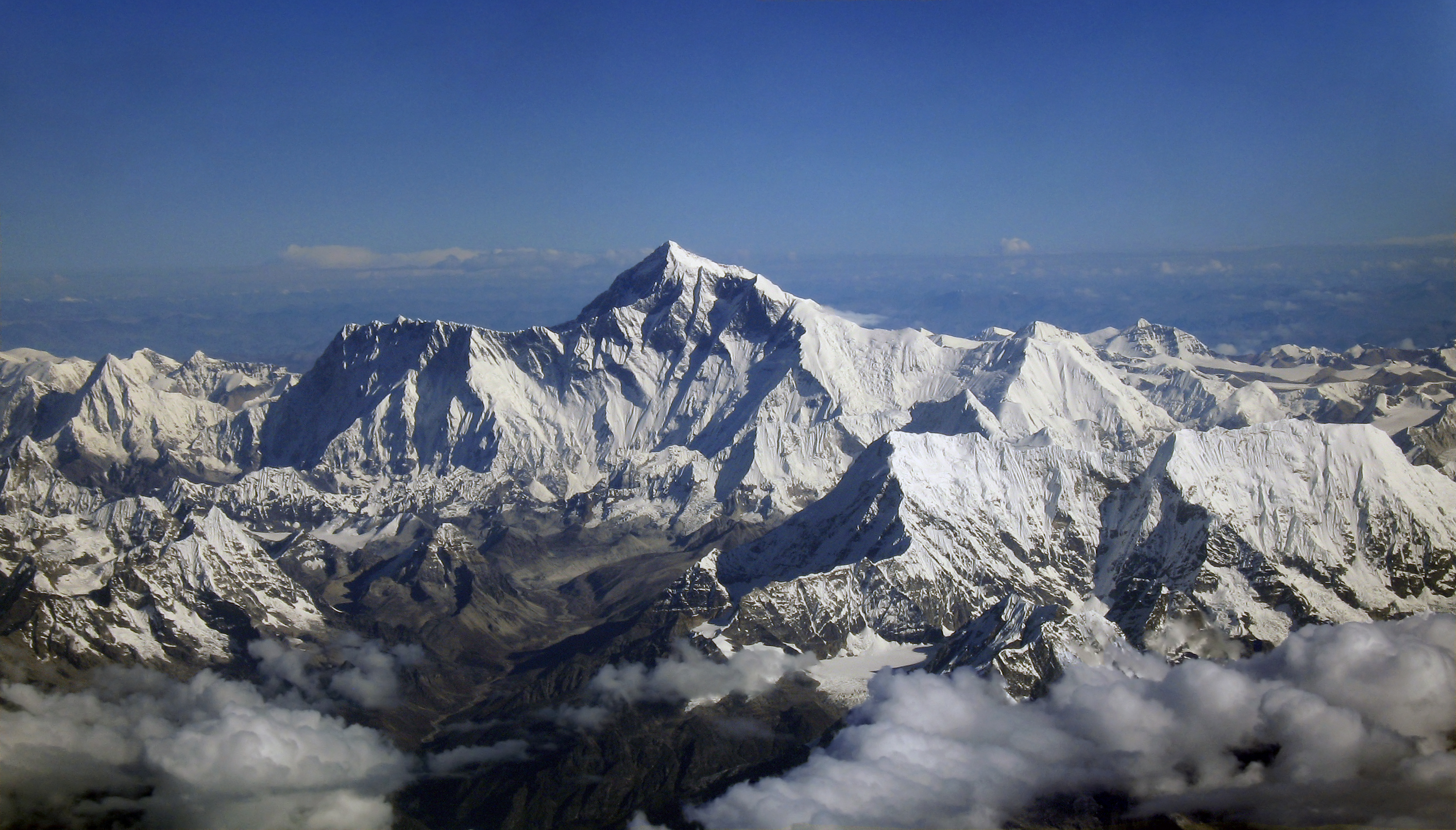
Vue d'avion de l'Everest, le plus haut sommet terrestre par rapport au niveau de la mer, depuis le sud. Le sommet s'élève au-dessus du Lhotse, tandis que le Nuptse est situé sur la gauche.

Les plus hauts sommets sur Terre peuvent être appréciés selon plusieurs critères. Selon les trois plus importants d'entre eux, le plus haut est l'Everest, dans l'Himalaya. En ce qui concerne l'altitude, l'Asie regroupe même tous les sommets de plus de 7 000 mètres (plus de 250 en comptant les cimes secondaires). Gravir les quatorze sommets de plus de 8 000 mètres d'altitude est un défi majeur en alpinisme. En revanche, en fonction de la proéminence et de l'isolation topographique, l'Aconcagua, dans la cordillère des Andes en Amérique du Sud, le mont McKinley, dans la chaîne d'Alaska en Amérique du Nord, et le Kilimandjaro, dans la vallée du Grand Rift africain, se classent respectivement de la deuxième à la quatrième position sur Terre. Ces sommets majeurs sont tous les points culminants de leur continent et font ainsi partie, de même que le massif Vinson pour l'Antarctique, l'Elbrouz pour l'Europe et le Puncak Jaya — ou auparavant le mont Kosciuszko — pour l'Océanie, des sept sommets, qui constituent un autre défi important. Le mont Blanc est le seul autre sommet qui arrive en première position sur son continent pour l'un de ces trois critères, à savoir l'isolation topographique.
Il est également possible de considérer la hauteur d'un sommet depuis sa base, bien qu'elle soit difficile à évaluer, voire à partir du centre de la Terre.

## Problématique
Une définition précise du sommet d'une montagne n'est pas facile à donner. En particulier, ce qui sépare une montagne avec plusieurs cimes de plusieurs montagnes distinctes est affaire de convention. L'examen de la proéminence est une façon simple de distinguer les sommets principaux des sommets secondaires, mais la limite est là encore purement conventionnelle.
L'altitude d'un sommet, comme celle d'un « col clé » permettant le calcul de la proéminence, se mesure par rapport au niveau de la mer. Ce point peut poser problème pour les montagnes éloignées de l'océan. Les sources peuvent parfois différer de quelques mètres d'altitude, même si les données numériques de terrain ont atténué ces approximations.

## Listes

### Sept sommets
Les sept sommets sont les montagnes les plus élevées de chacun des sept continents. En atteindre le sommet est considéré comme un défi de l'alpinisme ; c'est à l'origine une idée de l'Américain Richard Bass datant des années 1980. À cause des différentes interprétations des frontières continentales, il existe principalement deux définitions de la liste des sept sommets.
Bass propose une première liste comportant l'Everest en Asie, l'Aconcagua en Amérique du Sud, le mont McKinley en Amérique du Nord, le Kilimandjaro en Afrique, l'Elbrouz en Europe, le massif Vinson en Antarctique et le mont Kosciuszko en Australie. Lui-même remporte le défi en atteignant l'Everest le 30 avril 1985,.
L'Italien Reinhold Messner propose une seconde liste, remplaçant le mont Kosciuszko par le Puncak Jaya, situé en Nouvelle-Guinée. Son défi est remporté le 7 mai 1986 par Patrick Morrow, devançant Messner de quelques mois.
| Sommet          | Altitude (m) | Chaîne                  | Continent          |
| --------------- | ------------ | ----------------------- | ------------------ |
| Everest         | 8 849        | Himalaya                | Asie               |
| Aconcagua       | 6 962        | Cordillère des Andes    | Amérique du Sud    |
| Mont McKinley   | 6 190        | Chaîne d'Alaska         | Amérique du Nord   |
| Kilimandjaro    | 5 892        | Vallée du Grand Rift    | Afrique            |
| Elbrouz         | 5 643        | Caucase                 | Europe             |
| Massif Vinson   | 4 892        | Monts Ellsworth         | Antarctique        |
| Puncak Jaya     | 4 884        | Monts Maoke             | Océanie            |
| Mont Blanc      | 4 806        | Alpes                   | Europe occidentale |
| Mont Kosciuszko | 2 228        | Cordillère australienne | Australie          |

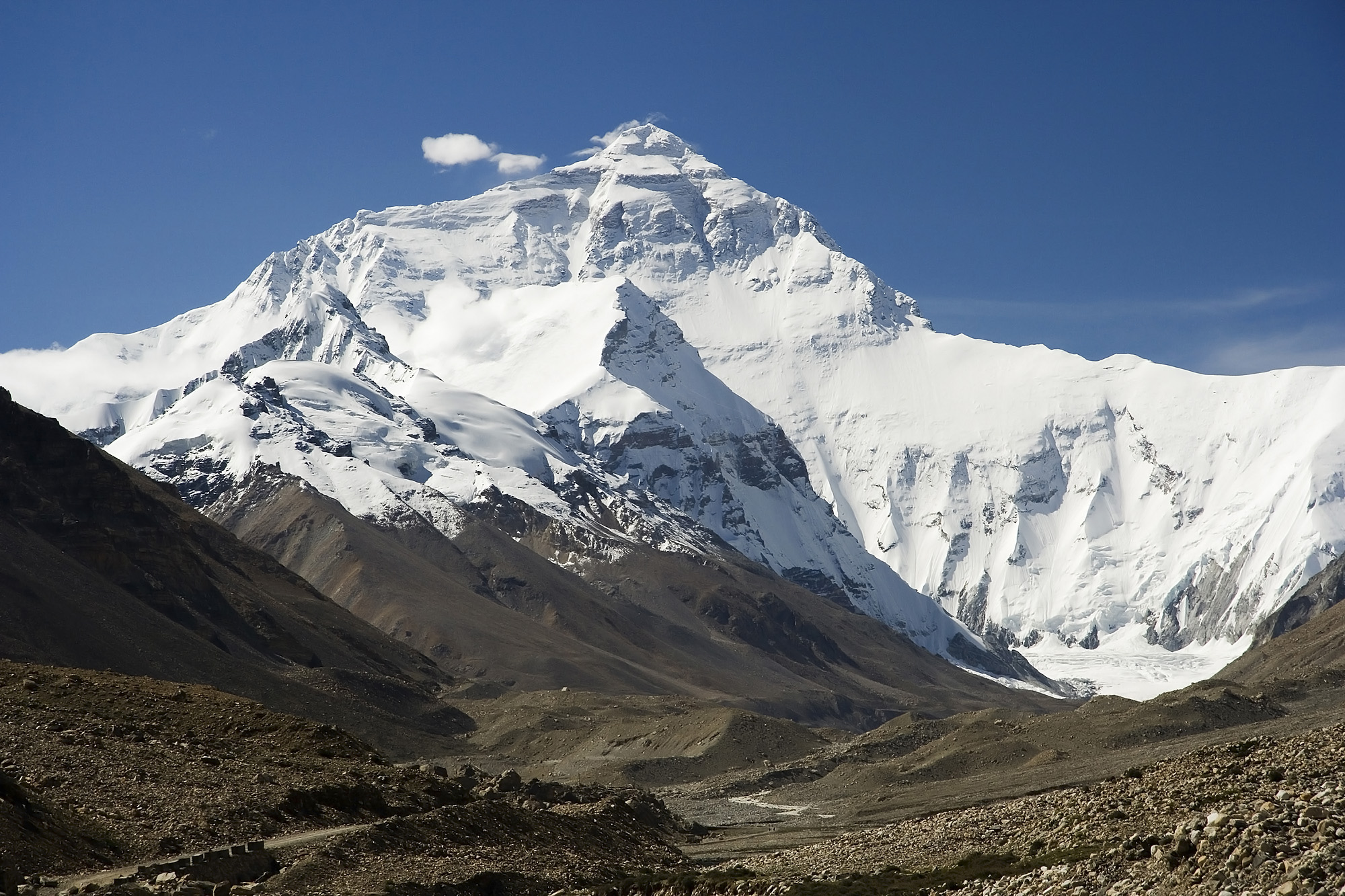
Vue de la face Nord de l'Everest en direction du camp de base tibétain.
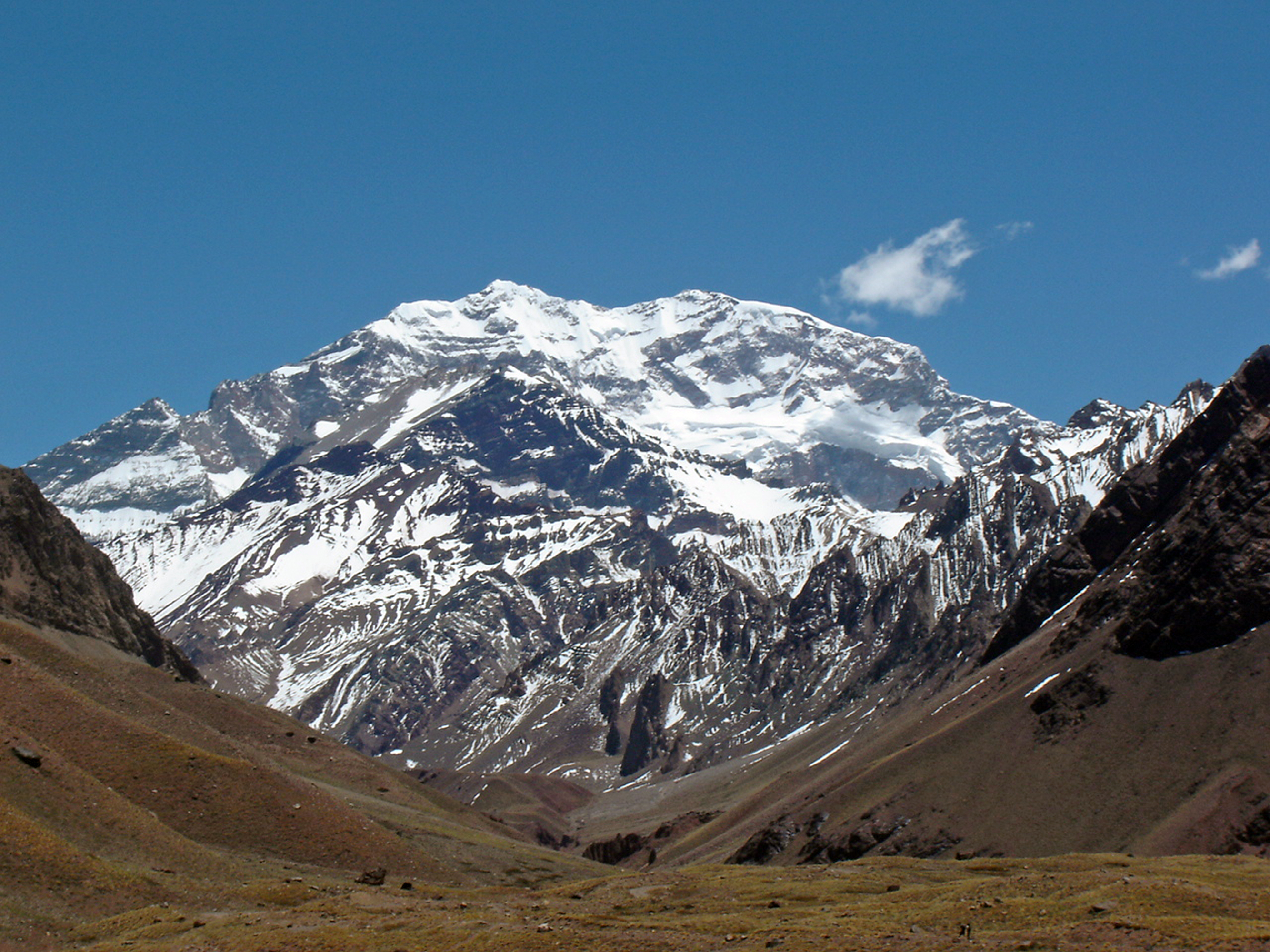
Vue de l'Aconcagua depuis l'entrée du parc national.
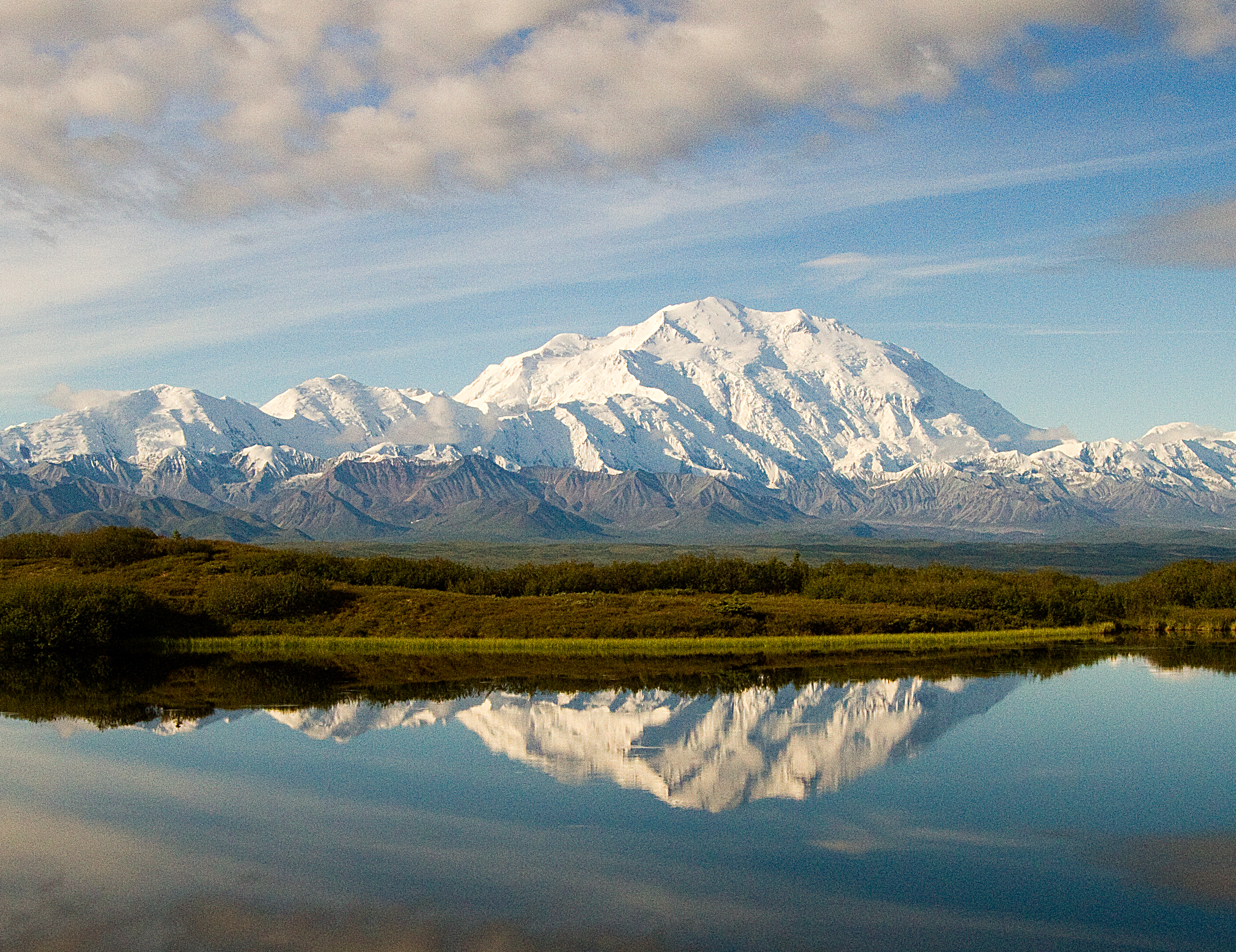
Vue du mont McKinley depuis le lac Wonder au nord.
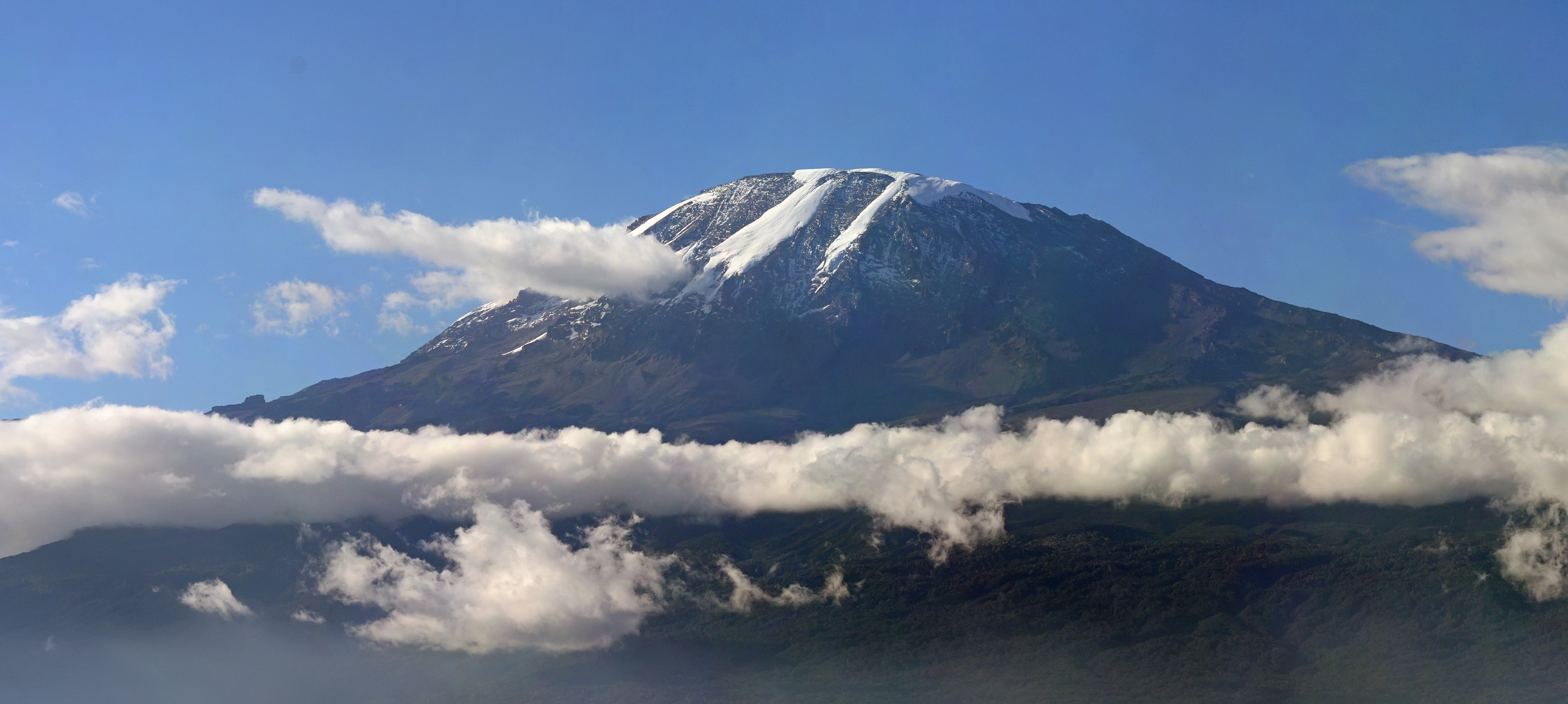
Vue du Kibo depuis le sud en juin 2009.
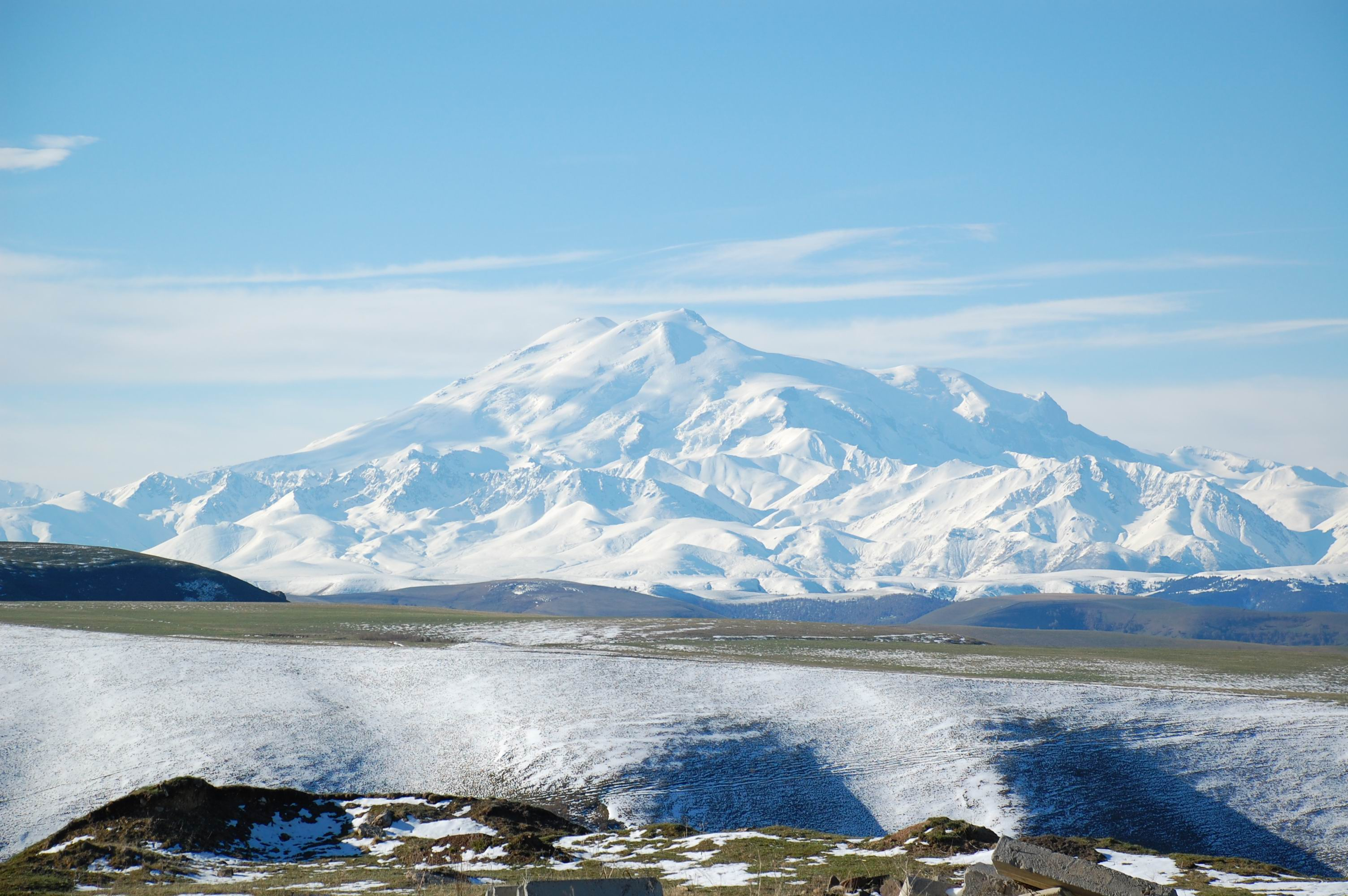
Vue de l'Elbrouz depuis le nord.
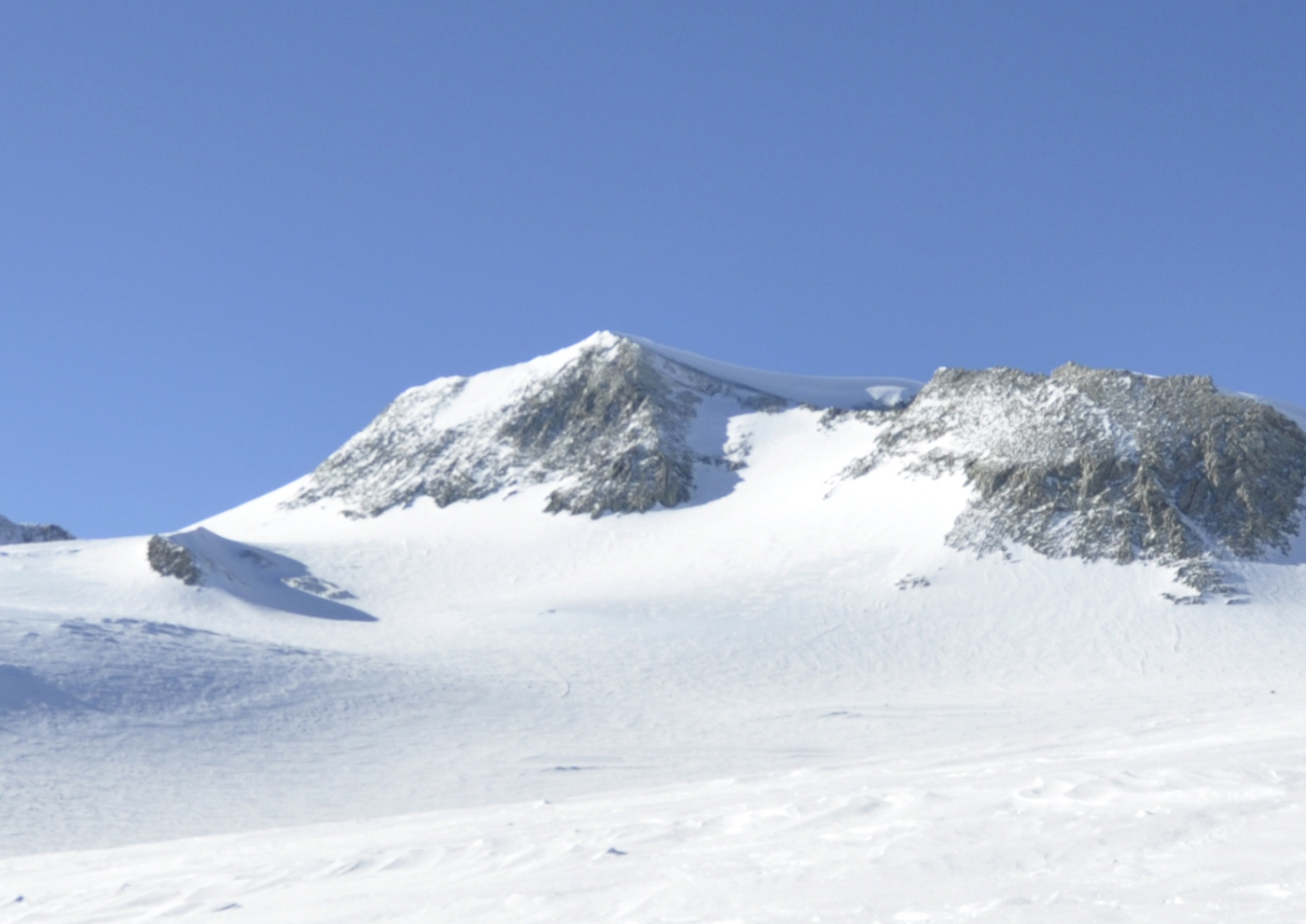
Vue du mont Vinson, point culminant du massif du même nom, depuis le nord-ouest.
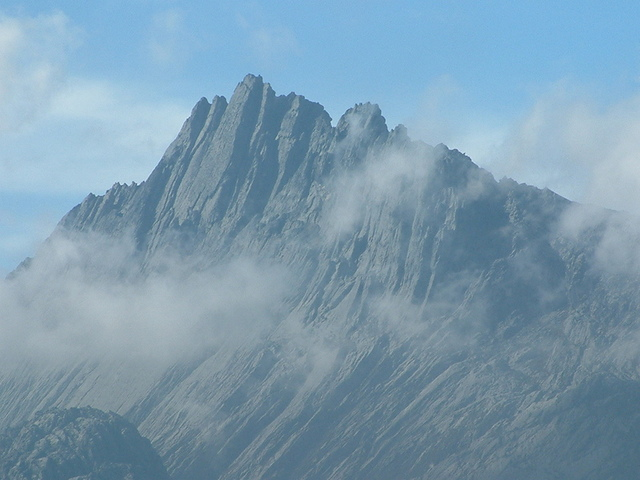
Vue de la face nord du Puncak Jaya.

### Plus hauts sommets par continent
Ces listes recensent les principaux sommets montagneux de chaque continent, classés selon trois critères : l'altitude, la proéminence et l'isolation topographique.
Selon le critère de l'altitude, les plus hauts sommets sont situés dans l'Himalaya et le Karakoram. En fait, tous les sommets de plus de 7 000 m sont situés en Asie centrale, dans un rectangle délimité par le Nowshak (7 492 m) à l'ouest, le Jengish Chokusu (7 439 m) au nord, le Minya Konka (7 556 m) à l'est et le Kabru (7 412 m) au sud.
Les limites retenues entre l'Europe et l'Asie sont celles des lignes de partage des eaux principales de l'Oural et du Grand Caucase. Lorsque les continents sont séparés par des océans, les limites sont définies au niveau des dorsales.

#### Afrique

##### Par altitude
Liste des sommets d'Afrique de plus de 4 000 mètres d'altitude et 400 mètres de proéminence :
| Rang | Nom                    | Altitude (m) | Chaîne                    | Pays                                       |
| ---- | ---------------------- | ------------ | ------------------------- | ------------------------------------------ |
| 1    | Kilimandjaro - Kibo    | 5 892        | Vallée du Grand Rift      | Tanzanie                                   |
| 2    | Mont Kenya             | 5 199        | Vallée du Grand Rift      | Kenya                                      |
| 3    | Kilimandjaro - Mawenzi | 5 149        | Vallée du Grand Rift      | Tanzanie                                   |
| 4    | Mont Stanley           | 5 109        | Rwenzori                  | République démocratique du Congo / Ouganda |
| 5    | Mont Speke             | 4 890        | Rwenzori                  | Ouganda                                    |
| 6    | Mont Baker             | 4 844        | Rwenzori                  | Ouganda                                    |
| 7    | Mont Emin              | 4 798        | Rwenzori                  | République démocratique du Congo           |
| 8    | Mont Gessi             | 4 715        | Rwenzori                  | Ouganda                                    |
| 9    | Mont Méru              | 4 565        | Vallée du Grand Rift      | Tanzanie                                   |
| 10   | Ras Dashan             | 4 550        | Hauts plateaux éthiopiens | Éthiopie                                   |
| 11   | Mont Karisimbi         | 4 507        | Montagnes des Virunga     | République démocratique du Congo / Rwanda  |
| 12   | Mont Mikeno            | 4 437        | Montagnes des Virunga     | République démocratique du Congo           |
| 13   | Kidis Yared            | 4 435        | Hauts plateaux éthiopiens | Éthiopie                                   |
| 14   | Mont Bwahit            | 4 430        | Hauts plateaux éthiopiens | Éthiopie                                   |
| 15   | Pics Portal            | 4 391        | Rwenzori                  | Ouganda                                    |
| 16   | Batu                   | 4 377        | Hauts plateaux éthiopiens | Éthiopie                                   |
| 17   | Mont Elgon             | 4 321        | Vallée du Grand Rift      | Kenya / Ouganda                            |
| 18   | Abune Yosef            | 4 280        | Hauts plateaux éthiopiens | Éthiopie                                   |
| 19   | Amba Farit             | 4 270        | Hauts plateaux éthiopiens | Éthiopie                                   |
| 20   | Bada                   | 4 195        | Hauts plateaux éthiopiens | Éthiopie                                   |
| 21   | Djebel Toubkal         | 4 167        | Atlas                     | Maroc                                      |
| 22   | Muhabura               | 4 127        | Montagnes des Virunga     | Ouganda / Rwanda                           |
| 23   | Guna Terara            | 4 120        | Hauts plateaux éthiopiens | Éthiopie                                   |
| 24   | Choke Terara           | 4 100        | Hauts plateaux éthiopiens | Éthiopie                                   |
| 25   | Ighil M'Goun           | 4 071        | Atlas                     | Maroc                                      |
| 26   | Inatye                 | 4 070        | Hauts plateaux éthiopiens | Éthiopie                                   |
| 27   | Mont Cameroun          | 4 040        | Ligne du Cameroun         | Cameroun                                   |
| 28   | Oldoinyo Lesatima      | 4 001        | Vallée du Grand Rift      | Kenya                                      |

| 1 2 3 4 5 6 7 8 9 10 11 12 13 14 15 16 17 18 19 20 21 22 23 24 25 26 27 28 |

##### Par proéminence
Liste des sommets d'Afrique de plus de 2 000 mètres de proéminence, :
| Rang | Nom                    | Proéminence (m) | Chaîne                     | Pays                                       |
| ---- | ---------------------- | --------------- | -------------------------- | ------------------------------------------ |
| 1    | Kilimandjaro           | 5 882           | Vallée du Grand Rift       | Tanzanie                                   |
| 2    | Ras Dashan             | 3 980           | Hauts plateaux éthiopiens  | Éthiopie                                   |
| 3    | Mont Stanley           | 3 951           | Rwenzori                   | République démocratique du Congo / Ouganda |
| 4    | Mont Cameroun          | 3 931           | Ligne du Cameroun          | Cameroun                                   |
| 5    | Mont Kenya             | 3 825           | Vallée du Grand Rift       | Kenya                                      |
| 6    | Djebel Toubkal         | 3 755           | Atlas                      | Maroc                                      |
| 7    | Teide                  | 3 715           | Tenerife                   | Espagne                                    |
| 8    | Mont Karisimbi         | 3 312           | Montagnes des Virunga      | Rwanda                                     |
| 9    | Mont Méru              | 3 170           | Vallée du Grand Rift       | Tanzanie                                   |
| 10   | Piton des Neiges       | 3 070           | Massif du Piton des Neiges | France                                     |
| 11   | Pico Basilé            | 3 011           | Ligne du Cameroun          | Guinée équatoriale                         |
| 12   | Emi Koussi             | 2 934           | Massif du Tibesti          | Tchad                                      |
| 13   | Maromokotro            | 2 876           | Massif Tsaratanana         | Madagascar                                 |
| 14   | Pico do Fogo           | 2 829           | Fogo                       | Cap-Vert                                   |
| 15   | Batu                   | 2 527           | Hauts plateaux éthiopiens  | Éthiopie                                   |
| 16   | Djebel Marra           | 2 512           | Monts Marrah               | Soudan                                     |
| 17   | Mont Oku               | 2 491           | Ligne du Cameroun          | Cameroun                                   |
| 18   | Mont Elgon             | 2 458           | Vallée du Grand Rift       | Ouganda                                    |
| 19   | Roque de los Muchachos | 2 428           | La Palma                   | Espagne                                    |
| 20   | Mont Sainte-Catherine  | 2 404           | Sinaï                      | Égypte                                     |
| 21   | Thabana Ntlenyana      | 2 390           | Drakensberg                | Lesotho                                    |
| 22   | Karthala               | 2 361           | Grande Comore              | Comores                                    |
| 23   | Tahat                  | 2 328           | Hoggar                     | Algérie                                    |
| 24   | Sapitwa                | 2 319           | Massif Mulanje             | Malawi                                     |
| 25   | Choke Terara           | 2 225           | Hauts plateaux éthiopiens  | Éthiopie                                   |
| 26   | Argun                  | 2 208           | Hauts plateaux éthiopiens  | Éthiopie                                   |
| 27   | Kimhandu               | 2 121           | Vallée du Grand Rift       | Tanzanie                                   |
| 28   | Kinyeti                | 2 120           | Monts Imatong              | Soudan du Sud                              |
| 29   | Oldoinyo Lesatima      | 2 081           | Vallée du Grand Rift       | Kenya                                      |
| 30   | Amba Farit             | 2 061           | Hauts plateaux éthiopiens  | Éthiopie                                   |
| 31   | Hanang                 | 2 050           | Vallée du Grand Rift       | Tanzanie                                   |
| 32   | Mont Loolmalasin       | 2 040           | Vallée du Grand Rift       | Tanzanie                                   |
| 33   | Pico de São Tomé       | 2 024           | Ligne du Cameroun          | Sao Tomé-et-Principe                       |
| 34   | Mont Gugé              | 2 013           | Hauts plateaux éthiopiens  | Éthiopie                                   |

| 1 2 3 4 5 6 7 8 9 10 11 12 13 14 15 16 a 17 18 19 20 21 22 23 24 25 26 27 28 29 30 31 32 33 34 |

##### Par isolation topographique
Liste des sommets d'Afrique de plus de 1 000 km d'isolation topographique :
| Rang | Nom               | Isolation topographique (km) | Chaîne                     | Pays         |
| ---- | ----------------- | ---------------------------- | -------------------------- | ------------ |
| 1    | Kilimandjaro      | 5 510                        | Vallée du Grand Rift       | Tanzanie     |
| 2    | Thabana Ntlenyana | 3 004                        | Drakensberg                | Lesotho      |
| 3    | Piton des Neiges  | 2 767                        | Massif du Piton des Neiges | France       |
| 4    | Queen Mary's Peak | 2 662                        | Tristan da Cunha           | Royaume-Uni  |
| 5    | Mont Cameroun     | 2 338                        | Ligne du Cameroun          | Cameroun     |
| 6    | Djebel Toubkal    | 2 078                        | Atlas                      | Maroc        |
| 7    | Emi Koussi        | 1 999                        | Massif du Tibesti          | Tchad        |
| 8    | Morro do Môco     | 1 727                        | Serra Môco                 | Angola       |
| 9    | Pico do Fogo      | 1 672                        | Fogo                       | Cap-Vert     |
| 10   | Loma Mansa        | 1 571                        | Monts Loma                 | Sierra Leone |
| 11   | Ras Dashan        | 1 482                        | Hauts plateaux éthiopiens  | Éthiopie     |
| 12   | Pic de Diana      | 1 292                        | Sainte-Hélène              | Royaume-Uni  |
| 13   | Sapitwa           | 1 272                        | Massif Mulanje             | Malawi       |
| 14   | Tahat             | 1 153                        | Hoggar                     | Algérie      |
| 15   | Morne Seychellois | 1 108                        | Mahé                       | Seychelles   |
| 16   | Maromokotro       | 1 042                        | Massif Tsaratanana         | Madagascar   |
| 17   | Hombori Tondo     | 1 008                        | Monts Hombori              | Mali         |

| 1 2 3 4 α 4a 5 6 7 8 9 10 11 12 13 14 15 16 17 |

#### Amérique du Nord et centrale

##### Par altitude
Liste des sommets d'Amérique du Nord et centrale de plus de 4 500 mètres d'altitude et 400 mètres de proéminence :
| Rang | Nom              | Altitude (m) | Chaîne                   | Pays                |
| ---- | ---------------- | ------------ | ------------------------ | ------------------- |
| 1    | Mont McKinley    | 6 190        | Chaîne d'Alaska          | États-Unis          |
| 2    | Mont Logan       | 5 959        | Chaîne Saint-Élie        | Canada              |
| 3    | Pic d'Orizaba    | 5 675        | Cordillère Néovolcanique | Mexique             |
| 4    | Mont Saint-Élie  | 5 489        | Chaîne Saint-Élie        | Canada / États-Unis |
| 5    | Popocatepetl     | 5 426        | Cordillère Néovolcanique | Mexique             |
| 6    | Mont Foraker     | 5 304        | Chaîne d'Alaska          | États-Unis          |
| 7    | Mont Lucania     | 5 240        | Chaîne Saint-Élie        | Canada              |
| 8    | Iztaccíhuatl     | 5 230        | Cordillère Néovolcanique | Mexique             |
| 9    | Pic King         | 5 173        | Chaîne Saint-Élie        | Canada              |
| 10   | Mont Steele      | 5 073        | Chaîne Saint-Élie        | Canada              |
| 11   | Mont Blackburn   | 4 996        | Montagnes Wrangell       | États-Unis          |
| 12   | Mont Bona        | 4 986        | Chaîne Saint-Élie        | États-Unis          |
| 13   | Mont Sanford     | 4 949        | Montagnes Wrangell       | États-Unis          |
| 14   | Mont Wood        | 4 842        | Chaîne Saint-Élie        | Canada              |
| 15   | Mont Vancouver   | 4 812        | Chaîne Saint-Élie        | Canada              |
| 16   | Mont Slaggard    | 4 742        | Chaîne Saint-Élie        | Canada              |
| 17   | Mont Macaulay    | 4 680        | Chaîne Saint-Élie        | Canada              |
| 18   | Mont Fairweather | 4 671        | Chaîne Saint-Élie        | Canada / États-Unis |
| 19   | Nevado de Toluca | 4 645        | Cordillère Néovolcanique | Mexique             |
| 20   | Sierra Negra     | 4 580        | Cordillère Néovolcanique | Mexique             |
| 21   | Mont Hubbard     | 4 557        | Chaîne Saint-Élie        | Canada / États-Unis |
| 22   | Mont Bear        | 4 520        | Chaîne Saint-Élie        | États-Unis          |
| 23   | Mont Walsh       | 4 506        | Chaîne Saint-Élie        | Canada              |

| 1 2 3 4 5 6 7 8 9 10 11 12 13 18 19 20 |

| 2 4 7 9 10 11 14 15 16 18 21 22 23 \| Localisation du Yukon en Amérique du Nord \| |
| Localisation du Yukon en Amérique du Nord                                          |

| Localisation du Yukon en Amérique du Nord |

##### Par proéminence
Liste des sommets d'Amérique du Nord et centrale de plus de 3 000 mètres de proéminence :
| Rang | Nom               | Proéminence (m) | Chaîne                   | Pays                   |
| ---- | ----------------- | --------------- | ------------------------ | ---------------------- |
| 1    | Mont McKinley     | 6 140           | Chaîne d'Alaska          | États-Unis             |
| 2    | Mont Logan        | 5 247           | Chaîne Saint-Élie        | Canada                 |
| 3    | Pic d'Orizaba     | 4 922           | Cordillère Néovolcanique | Mexique                |
| 4    | Mont Rainier      | 4 037           | Chaîne des Cascades      | États-Unis             |
| 5    | Tajumulco         | 3 980           | Sierra Madre de Chiapas  | Guatemala              |
| 6    | Mont Fairweather  | 3 951           | Chaîne Saint-Élie        | Canada / États-Unis    |
| 7    | Cerro Chirripó    | 3 755           | Cordillère de Talamanca  | Costa Rica             |
| 8    | Gunnbjørn         | 3 660           | Chaîne de Watkins        | Danemark               |
| 9    | Mont Blackburn    | 3 533           | Montagnes Wrangell       | États-Unis             |
| 10   | Mont Hayes        | 3 500           | Chaîne d'Alaska          | États-Unis             |
| 11   | Mont Saint-Élie   | 3 409           | Chaîne Saint-Élie        | Canada / États-Unis    |
| 12   | Mont Waddington   | 3 279           | Chaîne Côtière           | Canada                 |
| 13   | Mont Marcus Baker | 3 269           | Montagnes Chugach        | États-Unis             |
| 14   | Pico Duarte       | 3 098           | Cordillère Centrale      | République dominicaine |
| 15   | Mont Whitney      | 3 072           | Sierra Nevada            | États-Unis             |
| 16   | Mont Lucania      | 3 040           | Chaîne Saint-Élie        | Canada                 |
| 17   | Popocatepetl      | 3 020           | Cordillère Néovolcanique | Mexique                |

| 1 2 3 4 5 6 7 8 9 10 11 12 13 14 15 16 17 |

##### Par isolation topographique
Liste des sommets d'Amérique du Nord et centrale de plus de 600 km d'isolation topographique :
| Rang | Nom              | Isolation topographique (km) | Chaîne                   | Pays                   |
| ---- | ---------------- | ---------------------------- | ------------------------ | ---------------------- |
| 1    | Mont McKinley    | 7 450                        | Chaîne d'Alaska          | États-Unis             |
| 2    | Gunnbjørn        | 3 254                        | Chaîne de Watkins        | Danemark               |
| 3    | Pic d'Orizaba    | 2 690                        | Cordillère Néovolcanique | Mexique                |
| 4    | Mont Whitney     | 2 649                        | Sierra Nevada            | États-Unis             |
| 5    | Mont Mitchell    | 1 913                        | Appalaches               | États-Unis             |
| 6    | Mont Washington  | 1 319                        | Appalaches               | États-Unis             |
| 7    | Mont Rainier     | 1 177                        | Chaîne des Cascades      | États-Unis             |
| 8    | Town Hill        | 1 136                        | Grande Bermude           | Royaume-Uni            |
| 9    | Mont Elbert      | 1 079                        | Montagnes Rocheuses      | États-Unis             |
| 10   | Pico Duarte      | 921                          | Cordillère Centrale      | République dominicaine |
| 11   | Cerro Chirripó   | 877                          | Cordillère de Talamanca  | Costa Rica             |
| 12   | Mont Shishaldin  | 877                          | Chaîne aléoutienne       | États-Unis             |
| 13   | Mont D'Iberville | 791                          | Monts Torngat            | Canada                 |
| 14   | Mont Barbeau     | 753                          | Cordillère Arctique      | Canada                 |
| 15   | Tajumulco        | 719                          | Sierra Madre de Chiapas  | Guatemala              |
| 16   | Eagle Mountain   | 703                          | Misquah Hills            | États-Unis             |
| 17   | Soufrière        | 673                          | Guadeloupe               | France                 |
| 18   | Tanaga           | 655                          | Îles Aléoutiennes        | États-Unis             |
| 19   | Non nommé        | 652                          | Île Melville             | Canada                 |
| 20   | Mont Isto        | 633                          | Chaîne Brooks            | États-Unis             |
| 21   | Mont Logan       | 623                          | Chaîne Saint-Élie        | Canada                 |
| 22   | Mont Magazine    | 601                          | Montagnes Ouachita       | États-Unis             |

| 1 2 3 4 5 6 7 8 9 10 11 12 13 14 15 16 17 18 19 20 21 22 |

#### Amérique du Sud

##### Par altitude
Liste des sommets d'Amérique du Sud de plus de 6 500 mètres d'altitude et 400 mètres de proéminence :
| Rang | Nom                    | Altitude (m) | Chaîne               | Pays              |
| ---- | ---------------------- | ------------ | -------------------- | ----------------- |
| 1    | Aconcagua              | 6 962        | Cordillère des Andes | Argentine         |
| 2    | Nevado Ojos del Salado | 6 879        | Cordillère des Andes | Argentine / Chili |
| 3    | Monte Pissis           | 6 792        | Cordillère des Andes | Argentine         |
| 4    | Mercedario             | 6 770        | Cordillère des Andes | Argentine         |
| 5    | Huascarán Sur          | 6 768        | Cordillère des Andes | Pérou             |
| 6    | Cerro Bonete Chico     | 6 759        | Cordillère des Andes | Argentine         |
| 7    | Tres Cruces Sur        | 6 749        | Cordillère des Andes | Argentine / Chili |
| 8    | Llullaillaco           | 6 739        | Cordillère des Andes | Argentine / Chili |
| 9    | Walter Penck I         | 6 663        | Cordillère des Andes | Argentine         |
| 10   | Huascarán Norte        | 6 655        | Cordillère des Andes | Pérou             |
| 11   | Nevado de Incahuasi    | 6 638        | Cordillère des Andes | Argentine / Chili |
| 12   | Tres Cruces Central    | 6 631        | Cordillère des Andes | Chili             |
| 13   | Yerupajá               | 6 617        | Cordillère des Andes | Pérou             |
| 14   | Tupungato              | 6 570        | Cordillère des Andes | Argentine / Chili |
| 15   | Nevado Sajama          | 6 542        | Cordillère des Andes | Bolivie           |
| 16   | El Muerto              | 6 488        | Cordillère des Andes | Argentine / Chili |

| 1 2 3 4 5 6 7 8 9 10 11 12 13 14 15 16 |

##### Par proéminence
Liste des sommets d'Amérique du Sud de plus de 2 500 mètres de proéminence, :
| Rang | Nom                    | Proéminence (m) | Chaîne               | Pays              |
| ---- | ---------------------- | --------------- | -------------------- | ----------------- |
| 1    | Aconcagua              | 6 962           | Cordillère des Andes | Argentine         |
| 2    | Pic Cristóbal Colón    | 5 584           | Cordillère des Andes | Colombie          |
| 3    | Chimborazo             | 4 122           | Cordillère des Andes | Équateur          |
| 4    | Pico Bolívar           | 3 957           | Cordillère des Andes | Venezuela         |
| 5    | Monte San Valentín     | 3 696           | Cordillère des Andes | Chili             |
| 6    | Nevado Ojos del Salado | 3 688           | Cordillère des Andes | Argentine / Chili |
| 7    | Ritacuba Blanco        | 3 645           | Cordillère des Andes | Colombie          |
| 8    | Mercedario             | 3 333           | Cordillère des Andes | Argentine         |
| 9    | Mont San Lorenzo       | 3 319           | Cordillère des Andes | Argentine / Chili |
| 10   | Lautaro                | 3 302           | Cordillère des Andes | Chili             |
| 11   | Cerro del Bolsón       | 3 250           | Cordillère des Andes | Argentine         |
| 12   | El Mela                | 2 907           | Cordillère des Andes | Argentine         |
| 13   | Pico da Neblina        | 2 886           | Plateau des Guyanes  | Brésil            |
| 14   | Huascarán              | 2 798           | Cordillère des Andes | Pérou             |
| 15   | Tupungato              | 2 768           | Cordillère des Andes | Argentine / Chili |
| 16   | Nevado de Famatima     | 2 767           | Cordillère des Andes | Argentine         |
| 17   | Cerro el Manchao       | 2 714           | Cordillère des Andes | Argentine         |
| 18   | Tronador               | 2 663           | Cordillère des Andes | Argentine / Chili |
| 19   | Nevado del Huila       | 2 650           | Cordillère des Andes | Colombie          |
| 20   | Pico da Bandeira       | 2 647           | Serra do Caparaó     | Brésil            |
| 21   | Lanín                  | 2 631           | Cordillère des Andes | Argentine / Chili |
| 22   | Cerro Tamaná           | 2 573           | Cordillère des Andes | Colombie          |
| 23   | Salcantay              | 2 540           | Cordillère des Andes | Pérou             |

| 1 2 3 4 5 6 7 8 9 10 11 12 13 14 15 16 17 18 19 20 21 22 23 |

##### Par isolation topographique
Liste des sommets d'Amérique du Sud de plus de 500 km d'isolation topographique, :
| Rang | Nom                    | Isolation topographique (km) | Chaîne                 | Pays              |
| ---- | ---------------------- | ---------------------------- | ---------------------- | ----------------- |
| 1    | Aconcagua              | 16 518                       | Cordillère des Andes   | Argentine         |
| 2    | Pico da Bandeira       | 2 344                        | Serra do Caparaó       | Brésil            |
| 3    | Huascarán              | 2 207                        | Cordillère des Andes   | Pérou             |
| 4    | Green Mountain         | 1 798                        | Île de l'Ascension     | Royaume-Uni       |
| 5    | Volcán Wolf            | 1 319                        | Îles Galápagos         | Équateur          |
| 6    | Pic Cristóbal Colón    | 1 287                        | Cordillère des Andes   | Colombie          |
| 7    | Pico do Desejado       | 1 147                        | Trindade et Martin Vaz | Brésil            |
| 8    | Monte San Valentín     | 1 130                        | Cordillère des Andes   | Chili             |
| 9    | Pico da Neblina        | 899                          | Plateau des Guyanes    | Brésil            |
| 10   | Chimborazo             | 846                          | Cordillère des Andes   | Équateur          |
| 11   | Cerro de Los Inocentes | 820                          | Île Alejandro Selkirk  | Chili             |
| 12   | Non nommé              | 812                          | Île San Ambrosio       | Chili             |
| 13   | Nevado Sajama          | 733                          | Cordillère des Andes   | Bolivie           |
| 14   | Monte Redenção         | 642                          | Serra dos Carajás      | Brésil            |
| 15   | Nevado Ojos del Salado | 630                          | Cordillère des Andes   | Argentine / Chili |
| 16   | Pico do Tracuá         | 598                          | Serra dos Pacaás       | Brésil            |
| 17   | Pico do Barbado        | 585                          | Serra do Barbado       | Brésil            |
| 18   | Pico do Jabre          | 568                          | Planalto da Borborema  | Brésil            |
| 19   | Cerro Tres Picos       | 541                          | Sierra de la Ventana   | Argentine         |
| 20   | Mont Roraima           | 539                          | Plateau des Guyanes    | Venezuela         |
| 21   | Non nommé              | 522                          | Serra Pouso Alto       | Brésil            |

| 1 2 3 6 7 8 9 10 11 12 13 14 15 16 17 18 19 20 21 |

#### Antarctique et îles sub-antarctiques

##### Par altitude
Liste des sommets d'Antarctique de plus de 4 000 mètres d'altitude (sans limite de proéminence en raison de l'imprécision des mesures) :
| Rang | Nom                  | Altitude (m) | Chaîne                          |
| ---- | -------------------- | ------------ | ------------------------------- |
| 1    | Massif Vinson        | 4 892        | Monts Ellsworth                 |
| 2    | Mont Tyree           | 4 852        | Monts Ellsworth                 |
| 3    | Mont Shinn           | 4 661        | Monts Ellsworth                 |
| 4    | Mont Epperly         | 4 602        | Monts Ellsworth                 |
| 5    | Mont Gardner         | 4 587        | Monts Ellsworth                 |
| 6    | Mont Kirkpatrick     | 4 528        | Chaîne Transantarctique         |
| 7    | Mont Elizabeth       | 4 480        | Chaîne Transantarctique         |
| 8    | Mont Rutford         | 4 477        | Monts Ellsworth                 |
| 9    | Mont Craddock        | 4 368        | Monts Ellsworth                 |
| 10   | Mont Markham         | 4 351        | Chaîne Transantarctique         |
| 11   | Mont Bell            | 4 303        | Chaîne Transantarctique         |
| 12   | Mont Mackellar       | 4 297        | Chaîne Transantarctique         |
| 13   | Mont Sidley          | 4 285        | Chaîne de l'Executive Committee |
| 14   | Mont Anderson        | 4 254        | Monts Ellsworth                 |
| 15   | Mont Bentley         | 4 247        | Monts Ellsworth                 |
| 16   | Mont Kaplan          | 4 230        | Chaîne Transantarctique         |
| 17   | Sommet Fleming       | 4 200        | Chaîne Transantarctique         |
| 18   | Mont Ostenso         | 4 179        | Monts Ellsworth                 |
| 19   | Mont Minto           | 4 166        | Chaîne Transantarctique         |
| 20   | Mont Miller          | 4 160        | Chaîne Transantarctique         |
| 21   | Mont Dickerson       | 4 120        | Chaîne Transantarctique         |
| 22   | Dôme Argus           | 4 093        | Aucune                          |
| 23   | Mont Wade            | 4 084        | Chaîne Transantarctique         |
| 24   | Mont Fisher          | 4 080        | Chaîne Transantarctique         |
| 25   | Pic Centennial       | 4 070        | Chaîne Transantarctique         |
| 26   | Mont Fridtjof Nansen | 4 069        | Chaîne Transantarctique         |
| 27   | Mont Lister          | 4 025        | Chaîne Transantarctique         |
| 28   | Mont Wexler          | 4 024        | Chaîne Transantarctique         |
| 29   | Pic Decennial        | 4 020        | Chaîne Transantarctique         |
| 30   | Mont Adam            | 4 010        | Chaîne Transantarctique         |
| 31   | Flat Top             | 4 000        | Chaîne Transantarctique         |
| 32   | Mont Korsch          | 4 000        | Chaîne Transantarctique         |

| 1 2 3 4 5 6 7 8 9 10 11 12 13 14 15 16 17 18 19 20 21 22 23 24 25 26 27 28 29 30 31 32 |

##### Par proéminence
Liste des sommets d'Antarctique de plus de 2 000 mètres de proéminence, :
| Rang | Nom              | Proéminence (m) | Chaîne                          |
| ---- | ---------------- | --------------- | ------------------------------- |
| 1    | Massif Vinson    | 4 892           | Monts Ellsworth                 |
| 2    | Mont Erebus      | 3 794           | Île de Ross                     |
| 3    | Mont Siple       | 3 110           | Île Siple                       |
| 4    | Mont Stephenson  | 2 987           | Île Alexandre-Ier               |
| 5    | Mont Paget       | 2 935           | Chaîne d'Allardyce              |
| 6    | Mont Français    | 2 760           | Archipel Palmer                 |
| 7    | Pic Mawson       | 2 745           | Big Ben                         |
| 8    | Mont Minto       | 2 616           | Chaîne Transantarctique         |
| 9    | Mont Kirkpatrick | 2 601           | Chaîne Transantarctique         |
| 10   | Mont Parry       | 2 520           | Archipel Palmer                 |
| 11   | Mont Sidley      | 2 517           | Chaîne de l'Executive Committee |
| 12   | Mont Miller      | 2 354           | Chaîne Transantarctique         |
| 13   | Mont Lister      | 2 325           | Chaîne Transantarctique         |
| 14   | Mont Gaudry      | 2 315           | Île Adélaïde                    |
| 15   | Mont Irving      | 2 300           | Îles Shetland du Sud            |
| 16   | Mont Hope        | 2 242           | Antarctandes                    |
| 17   | Mont Takahé      | 2 144           | Terre Marie Byrd                |
| 18   | Mont Foster      | 2 105           | Îles Shetland du Sud            |
| 19   | Mont Markham     | 2 103           | Chaîne Transantarctique         |
| 20   | Mont Paris       | 2 058           | Île Alexandre-Ier               |
| 21   | Mont Murphy      | 2 055           | Terre Marie Byrd                |
| 22   | Hawkes Heights   | 2 000           | Île Coulman                     |

| 1 2 3 4 5 6 7 8 9 10 11 12 13 14 15 16 17 18 19 20 21 22 |

##### Par isolation topographique
Liste des sommets d'Antarctique de plus de 500 km d'isolation topographique, :
| Rang | Nom                  | Isolation topographique (km) | Chaîne                          | Pays           |
| ---- | -------------------- | ---------------------------- | ------------------------------- | -------------- |
| 1    | Massif Vinson        | 4 911                        | Monts Ellsworth                 |                |
| 2    | Mont Paget           | 2 206                        | Chaîne d'Allardyce              | Royaume-Uni    |
| 3    | Pic Mawson           | 2 026                        | Big Ben                         | Australie      |
| 4    | Olavtoppen           | 1 851                        | Île Bouvet                      | Norvège        |
| 5    | Pic Mascarin (en)    | 1 805                        | Archipel du Prince-Édouard      | Afrique du Sud |
| 6    | Mont Kirkpatrick     | 1 585                        | Chaîne Transantarctique         |                |
| 7    | Mont de la Dives     | 1 409                        | Île Amsterdam                   | France         |
| 8    | Mont Minto           | 1 245                        | Chaîne Transantarctique         |                |
| 9    | Dôme Argus           | 1 237                        | Aucune                          |                |
| 10   | Mont Hope            | 1 113                        | Antarctandes                    |                |
| 11   | Mont Marion-Dufresne | 1 106                        | Archipel Crozet                 | France         |
| 12   | Dôme Charlie         | 972                          | Aucune                          |                |
| 13   | Mont Sidley          | 944                          | Chaîne de l'Executive Committee |                |
| 14   | Pic Lars-Christensen | 748                          | Île Pierre Ier                  |                |
| 15   | Mont Belinda         | 717                          | Îles Sandwich du Sud            | Royaume-Uni    |
| 16   | Pilier de Haggit     | 581                          | Aucune                          |                |
| 17   | Mont Français        | 574                          | Archipel Palmer                 |                |
| 18   | Dôme Valkyrie        | 558                          | Aucune                          |                |
| 19   | Mont Lister          | 534                          | Chaîne Transantarctique         |                |

| 1 2 3 4 6 8 9 10 12 13 14 15 16 17 18 19 |

| 3 4 5 7 11 12 |

#### Asie

##### Par altitude
Liste des sommets d'Asie de plus de 7 500 mètres d'altitude et 400 mètres de proéminence :
| Rang | Nom                 | Altitude (m) | Chaîne               | Pays             |
| ---- | ------------------- | ------------ | -------------------- | ---------------- |
| 1    | Everest             | 8 849        | Himalaya             | Chine / Népal    |
| 2    | K2                  | 8 611        | Karakoram            | Chine / Pakistan |
| 3    | Kangchenjunga       | 8 586        | Himalaya             | Inde / Népal     |
| 4    | Lhotse              | 8 516        | Himalaya             | Chine / Népal    |
| 5    | Makalu              | 8 485        | Himalaya             | Chine / Népal    |
| 6    | Cho Oyu             | 8 188        | Himalaya             | Chine / Népal    |
| 7    | Dhaulagiri I        | 8 167        | Himalaya             | Népal            |
| 8    | Manaslu             | 8 163        | Himalaya             | Népal            |
| 9    | Nanga Parbat        | 8 126        | Himalaya             | Pakistan         |
| 10   | Annapurna I         | 8 091        | Himalaya             | Népal            |
| 11   | Gasherbrum I        | 8 080        | Karakoram            | Chine / Pakistan |
| 12   | Broad Peak          | 8 051        | Karakoram            | Chine / Pakistan |
| 13   | Gasherbrum II       | 8 035        | Karakoram            | Chine / Pakistan |
| 14   | Shishapangma        | 8 027        | Himalaya             | Chine            |
| 15   | Gyachung Kang       | 7 952        | Himalaya             | Chine / Népal    |
| 16   | Annapurna II        | 7 937        | Himalaya             | Népal            |
| 17   | Gasherbrum IV       | 7 932        | Karakoram            | Chine / Pakistan |
| 18   | Himalchuli          | 7 893        | Himalaya             | Népal            |
| 19   | Distaghil Sar       | 7 884        | Karakoram            | Pakistan         |
| 20   | Ngadi Chuli         | 7 871        | Himalaya             | Népal            |
| 21   | Khunyang Chhish     | 7 823        | Karakoram            | Pakistan         |
| 22   | Masherbrum          | 7 821        | Karakoram            | Pakistan         |
| 23   | Nanda Devi          | 7 816        | Himalaya             | Inde             |
| 24   | Chomo Lonzo         | 7 804        | Himalaya             | Chine            |
| 25   | Batura Sar          | 7 795        | Karakoram            | Pakistan         |
| 26   | Rakaposhi           | 7 788        | Karakoram            | Pakistan         |
| 27   | Namcha Barwa        | 7 782        | Himalaya             | Chine            |
| 28   | Kanjut Sar          | 7 760        | Karakoram            | Pakistan         |
| 29   | Kamet               | 7 756        | Himalaya             | Inde             |
| 30   | Dhaulagiri II       | 7 751        | Himalaya             | Népal            |
| 31   | Saltoro Kangri      | 7 742        | Karakoram            | Inde             |
| 32   | Jannu               | 7 711        | Himalaya             | Népal            |
| 33   | Tirich Mir          | 7 708        | Hindou Kouch         | Pakistan         |
| 34   | Molamenqing         | 7 703        | Himalaya             | Chine            |
| 35   | Gurla Mandhata      | 7 694        | Himalaya             | Chine            |
| 36   | Saser Kangri I      | 7 672        | Karakoram            | Inde             |
| 37   | Chogolisa           | 7 665        | Karakoram            | Pakistan         |
| 38   | Dhaulagiri IV       | 7 661        | Himalaya             | Népal            |
| 39   | Kongur Tagh         | 7 649        | Cordillère du Kunlun | Chine            |
| 40   | Shispare            | 7 611        | Karakoram            | Pakistan         |
| 41   | Trivor              | 7 577        | Karakoram            | Pakistan         |
| 42   | Gangkhar Puensum    | 7 570        | Himalaya             | Bhoutan          |
| 43   | Minya Konka         | 7 556        | Monts Hengduan       | Chine            |
| 44   | Annapurna III       | 7 555        | Himalaya             | Népal            |
| 45   | Mustagh Ata         | 7 546        | Cordillère du Kunlun | Chine            |
| 46   | Skyang Kangri       | 7 545        | Karakoram            | Chine / Pakistan |
| 47   | Changtse            | 7 543        | Himalaya             | Chine            |
| 48   | Kula Kangri         | 7 538        | Himalaya             | Bhoutan / Chine  |
| 49   | Kongur Tiube        | 7 530        | Cordillère du Kunlun | Chine            |
| 50   | Mamostong Kangri    | 7 516        | Karakoram            | Inde             |
| 51   | Saser Kangri II Est | 7 513        | Karakoram            | Inde             |

| 1 2 3 4 5 6 7 8 9 10 11 12 13 14 15 16 17 18 19 20 21 22 23 24 25 26 27 28 29 30 31 32 33 34 35 36 37 38 39 42 43 45 48 49 |

L'intégralité des 100 sommets les plus élevés sur Terre est située en Asie.
Le diagramme branche-et-feuille suivant reprend ces données et les étend aux sommets de plus de 7 200 m d'altitude. Les deux chiffres sur la gauche d'une ligne sont les deux premiers chiffres de l'altitude en mètres, et chaque chiffre sur la droite représente le troisième chiffre de l'altitude d'un sommet.
88 | 4

87 | 

86 | 1

85 | 8 1

84 | 8

83 | 

82 | 

81 | 8 6 6 2

80 | 9 8 5 3 2

79 | 5 3 3

78 | 9 8 7 2 2 1 0

77 | 9 8 8 6 5 5 4 1 0 0

76 | 9 7 6 6 4 1

75 | 7 7 5 5 4 4 4 3 3 1 1

74 | 9 9 9 9 7 6 6 6 5 5 3 2 2 2 1 1 1 0 0 0

73 | 8 8 8 8 8 6 6 5 5 4 2 1 1 1 0

72 | 9 9 9 8 8 8 8 7 7 6 6 5 4 4 4 3 2 2 1 1 0 0 0 0 0 0 0

##### Par proéminence
Liste des sommets d'Asie de plus de 3 000 mètres de proéminence :
| Rang | Nom                   | Proéminence (m) | Chaîne                | Pays                 |
| ---- | --------------------- | --------------- | --------------------- | -------------------- |
| 1    | Everest               | 8 849           | Himalaya              | Chine / Népal        |
| 2    | Mont Damavand         | 4 661           | Elbourz               | Iran                 |
| 3    | Klioutchevskoï        | 4 649           | Kamtchatka            | Russie               |
| 4    | Nanga Parbat          | 4 608           | Himalaya              | Pakistan             |
| 5    | Jengish Chokusu       | 4 148           | Tian Shan             | Chine / Kirghizistan |
| 6    | Pic Bogda             | 4 122           | Tian Shan             | Chine                |
| 7    | Namcha Barwa          | 4 106           | Himalaya              | Chine                |
| 8    | Mont Kinabalu         | 4 095           | Banjaran Crocker      | Malaisie             |
| 9    | K2                    | 4 017           | Karakoram             | Chine / Pakistan     |
| 10   | Yu Shan               | 3 952           | Chaîne du Yushan      | Taïwan               |
| 11   | Kangchenjunga         | 3 922           | Himalaya              | Inde / Népal         |
| 12   | Tirich Mir            | 3 908           | Hindou Kouch          | Pakistan             |
| 13   | Kerinci               | 3 805           | Bukit Barisan         | Indonésie            |
| 14   | Mont Fuji             | 3 776           | Honshū                | Japon                |
| 15   | Mont Rinjani          | 3 726           | Lombok                | Indonésie            |
| 16   | Semeru                | 3 657           | Java                  | Indonésie            |
| 17   | Minya Konka           | 3 642           | Monts Hengduan        | Chine                |
| 18   | Mont Ararat           | 3 611           | Haut-plateau arménien | Turquie              |
| 19   | Kongur                | 3 585           | Cordillère du Kunlun  | Chine                |
| 20   | Rantemario            | 3 478           | Célèbes               | Indonésie            |
| 21   | Pic Ismail Samani     | 3 402           | Pamir                 | Tadjikistan          |
| 22   | Dhaulagiri            | 3 357           | Himalaya              | Népal                |
| 23   | Mont Béloukha         | 3 343           | Altaï                 | Kazakhstan / Russie  |
| 24   | Jabal an Nabi Shu'ayb | 3 311           | Monts Sarawat         | Yémen                |
| 25   | Savalan               | 3 293           | Elbourz               | Iran                 |
| 26   | Slamet                | 3 284           | Java                  | Indonésie            |
| 27   | Sauyr Zhotasy         | 3 252           | Altaï                 | Chine / Kazakhstan   |
| 28   | Tomort                | 3 243           | Tian Shan             | Chine                |
| 29   | Shanzidou             | 3 202           | Monts Hengduan        | Chine                |
| 30   | Chiveloutch           | 3 144           | Kamtchatka            | Russie               |
| 31   | Nanda Devi            | 3 139           | Himalaya              | Inde                 |
| 32   | Itchinski             | 3 125           | Kamtchatka            | Russie               |
| 33   | Batura Sar            | 3 118           | Karakoram             | Pakistan             |
| 34   | Lawu                  | 3 118           | Java                  | Indonésie            |
| 35   | Manaslu               | 3 092           | Himalaya              | Népal                |
| 36   | Raung                 | 3 069           | Java                  | Indonésie            |
| 37   | Xuelian Feng          | 3 068           | Tian Shan             | Chine                |
| 38   | Binaya                | 3 027           | Céram                 | Indonésie            |
| 39   | Agung                 | 3 000           | Bali                  | Indonésie            |

| 1 2 3 4 5 6 7 8 9 10 11 12 13 14 15 16 17 18 19 20 21 22 23 24 25 26 27 28 29 30 31 32 33 34 35 36 37 38 39 |

##### Par isolation topographique
Liste des sommets d'Asie de plus de 800 km d'isolation topographique,, :
| Rang | Nom              | Isolation topographique (km) | Chaîne                      | Pays                  |
| ---- | ---------------- | ---------------------------- | --------------------------- | --------------------- |
| 1    | Everest          | 40 008                       | Himalaya                    | Chine / Népal         |
| 2    | Klioutchevskoï   | 2 747                        | Kamtchatka                  | Russie                |
| 3    | Mont Kinabalu    | 2 513                        | Banjaran Crocker            | Malaisie              |
| 4    | Anamudi          | 2 090                        | Ghats occidentaux           | Inde                  |
| 5    | Mont Fuji        | 2 077                        | Honshū                      | Japon                 |
| 6    | Kerinci          | 1 904                        | Bukit Barisan               | Indonésie             |
| 7    | Mont Narodnaïa   | 1 835                        | Oural                       | Russie                |
| 8    | Yu Shan          | 1 815                        | Chaîne du Yushan            | Taïwan                |
| 9    | Non nommé        | 1 677                        | Diego Garcia                | Royaume-Uni           |
| 10   | Mont Rinjani     | 1 601                        | Lombok                      | Indonésie             |
| 11   | K2               | 1 316                        | Karakoram                   | Chine / Pakistan      |
| 12   | Mont Kamen       | 1 301                        | Plateau de Sibérie centrale | Russie                |
| 13   | Mont Pobeda      | 1 234                        | Monts Tcherski              | Russie                |
| 14   | Pic BAM          | 1 228                        | Plateaux Stanovoï           | Russie                |
| 15   | Mont Damavand    | 1 165                        | Elbourz                     | Iran                  |
| 16   | Mont Paektu      | 1 015                        | Massif du Changbai          | Chine / Corée du Nord |
| 17   | Ketamma Paryatam | 907                          | Ghats orientaux             | Inde                  |
| 18   | Mont Apo         | 905                          | Mindanao                    | Philippines           |
| 19   | Mont Asahi       | 804                          | Monts Ishikari              | Japon                 |

| 1 2 3 4 5 6 7 8 9 10 11 12 13 14 15 16 17 18 19 |

#### Europe

##### Par altitude
Liste des sommets d'Europe de plus de 4 000 mètres d'altitude et 400 mètres de proéminence :
| Rang | Nom                      | Altitude (m) | Chaîne  | Pays                 |
| ---- | ------------------------ | ------------ | ------- | -------------------- |
| 1    | Elbrouz                  | 5 643        | Caucase | Russie               |
| 2    | Dykh-Taou                | 5 204        | Caucase | Russie               |
| 3    | Chkhara                  | 5 193        | Caucase | Géorgie / Russie     |
| 4    | Kochtan-Taou             | 5 152        | Caucase | Russie               |
| 5    | Mont Kazbek              | 5 047        | Caucase | Géorgie              |
| 6    | Mont Blanc               | 4 806        | Alpes   | France / Italie      |
| 7    | Djimara                  | 4 780        | Caucase | Géorgie / Russie     |
| 8    | Ouilpata                 | 4 649        | Caucase | Russie               |
| 9    | Pointe Dufour            | 4 634        | Alpes   | Suisse               |
| 10   | Tikhtengen               | 4 618        | Caucase | Géorgie / Russie     |
| 11   | Ailama                   | 4 546        | Caucase | Géorgie              |
| 12   | Dom des Mischabel        | 4 545        | Alpes   | Suisse               |
| 13   | Jailik                   | 4 533        | Caucase | Russie               |
| 14   | Salinan                  | 4 508        | Caucase | Russie               |
| 15   | Weisshorn                | 4 506        | Alpes   | Suisse               |
| 16   | Mont Teboulo             | 4 492        | Caucase | Géorgie / Russie     |
| 17   | Cervin                   | 4 478        | Alpes   | Italie / Suisse      |
| 18   | Bazardüzü                | 4 466        | Caucase | Azerbaïdjan / Russie |
| 19   | Mont Chani               | 4 451        | Caucase | Géorgie / Russie     |
| 20   | Tepli                    | 4 431        | Caucase | Russie               |
| 21   | Dent Blanche             | 4 358        | Alpes   | Suisse               |
| 22   | Grand Combin             | 4 314        | Alpes   | Suisse               |
| 23   | Mont Diklo               | 4 285        | Caucase | Géorgie / Russie     |
| 24   | Finsteraarhorn           | 4 274        | Alpes   | Suisse               |
| 25   | Mont Chahdagh            | 4 243        | Caucase | Azerbaïdjan          |
| 26   | Zinalrothorn             | 4 222        | Alpes   | Suisse               |
| 27   | Grandes Jorasses         | 4 208        | Alpes   | France / Italie      |
| 28   | Rimpfischhorn            | 4 199        | Alpes   | Suisse               |
| 29   | Aletschhorn              | 4 194        | Alpes   | Suisse               |
| 30   | Strahlhorn               | 4 190        | Alpes   | Suisse               |
| 31   | Dent d'Hérens            | 4 171        | Alpes   | Italie / Suisse      |
| 32   | Breithorn                | 4 163        | Alpes   | Italie / Suisse      |
| 33   | Jungfrau                 | 4 158        | Alpes   | Suisse               |
| 34   | Mont Addala-Shukhgelmeer | 4 152        | Caucase | Russie               |
| 35   | Mont Dyultydag           | 4 127        | Caucase | Russie               |
| 36   | Aiguille Verte           | 4 122        | Alpes   | France               |
| 37   | Mönch                    | 4 110        | Alpes   | Suisse               |
| 38   | Barre des Écrins         | 4 101        | Alpes   | France               |
| 39   | Schreckhorn              | 4 078        | Alpes   | Suisse               |
| 40   | Ober Gabelhorn           | 4 064        | Alpes   | Suisse               |
| 41   | Grand Paradis            | 4 061        | Alpes   | Italie               |
| 42   | Piz Bernina              | 4 048        | Alpes   | Suisse               |
| 43   | Weissmies                | 4 017        | Alpes   | Suisse               |
| 44   | Lagginhorn               | 4 010        | Alpes   | Suisse               |

| 1 2 3 4 5 7 8 10 11 13 14 16 18 19 20 23 25 34 35 |

| 6 9 12 15 17 21 22 24 26 27 28 29 30 31 32 33 36 37 38 39 41 42 43 44 |

##### Par proéminence
Liste des sommets d'Europe de plus de 2 000 mètres de proéminence,, :
| Rang | Nom               | Proéminence (m) | Chaîne                  | Pays                        |
| ---- | ----------------- | --------------- | ----------------------- | --------------------------- |
| 1    | Elbrouz           | 4 741           | Caucase                 | Russie                      |
| 2    | Mont Blanc        | 4 693           | Alpes                   | France / Italie             |
| 3    | Etna              | 3 357           | Sicile                  | Italie                      |
| 4    | Mulhacén          | 3 285           | Cordillères Bétiques    | Espagne                     |
| 5    | Aneto             | 2 812           | Pyrénées                | Espagne                     |
| 6    | Monte Cinto       | 2 706           | Corse                   | France                      |
| 7    | Corno Grande      | 2 476           | Apennins                | Italie                      |
| 8    | Moussala          | 2 473           | Rila                    | Bulgarie                    |
| 9    | Mont Ida          | 2 456           | Crète                   | Grèce                       |
| 10   | Bazardüzü         | 2 454           | Caucase                 | Azerbaïdjan / Russie        |
| 11   | Grossglockner     | 2 423           | Alpes                   | Autriche                    |
| 12   | Galdhøpiggen      | 2 372           | Alpes scandinaves       | Norvège                     |
| 13   | Mont Olympe       | 2 355           | Massif de l'Olympe      | Grèce                       |
| 14   | Gerlachovský štít | 2 355           | Carpates                | Slovaquie                   |
| 15   | Mont Kazbek       | 2 353           | Caucase                 | Géorgie                     |
| 16   | Pico              | 2 351           | Açores                  | Portugal                    |
| 17   | Taléton           | 2 344           | Taygète                 | Grèce                       |
| 18   | Finsteraarhorn    | 2 280           | Alpes                   | Suisse                      |
| 19   | Beerenberg        | 2 277           | Île Jan Mayen           | Norvège                     |
| 20   | Wildspitze        | 2 261           | Alpes                   | Autriche                    |
| 21   | Piz Bernina       | 2 234           | Alpes                   | Suisse                      |
| 22   | Hochkönig         | 2 181           | Alpes                   | Autriche                    |
| 23   | Grand Korab       | 2 169           | Mont Korab              | Albanie / Macédoine du Nord |
| 24   | Pointe Dufour     | 2 165           | Alpes                   | Suisse                      |
| 25   | Mont Teboulo      | 2 145           | Caucase                 | Géorgie / Russie            |
| 26   | Hoher Dachstein   | 2 136           | Alpes                   | Autriche                    |
| 27   | Marmolada         | 2 131           | Alpes                   | Italie                      |
| 28   | Hvannadalshnjúkur | 2 110           | Hautes Terres d'Islande | Islande                     |
| 29   | Parângu Mare      | 2 103           | Carpates                | Roumanie                    |
| 30   | Mont Viso         | 2 062           | Alpes                   | Italie                      |
| 31   | Triglav           | 2 052           | Alpes                   | Slovénie                    |
| 32   | Moldoveanu        | 2 046           | Carpates                | Roumanie                    |
| 33   | Barre des Écrins  | 2 045           | Alpes                   | France                      |
| 34   | Mont Pachnès      | 2 038           | Crète                   | Grèce                       |
| 35   | Maja e Jezercës   | 2 036           | Alpes dinariques        | Albanie                     |
| 36   | Säntis            | 2 021           | Alpes                   | Suisse                      |
| 37   | Mont Athos        | 2 012           | Chalcidique             | Grèce                       |
| 38   | Dykh-Taou         | 2 002           | Caucase                 | Russie                      |

| 1 2 3 4 5 6 7 8 9 10 11 12 13 14 15 17 18 19 20 21 22 23 24 25 26 27 28 29 30 31 32 33 34 35 36 37 38 |

##### Par isolation topographique
Liste des sommets d'Europe de plus de 500 km d'isolation topographique, :
| Rang | Nom               | Isolation topographique (km) | Chaîne                  | Pays            |
| ---- | ----------------- | ---------------------------- | ----------------------- | --------------- |
| 1    | Mont Blanc        | 2 812                        | Alpes                   | France / Italie |
| 2    | Elbrouz           | 2 470                        | Caucase                 | Russie          |
| 3    | Galdhøpiggen      | 1 568                        | Alpes scandinaves       | Norvège         |
| 4    | Pico              | 1 451                        | Açores                  | Portugal        |
| 5    | Mont Iamantaou    | 1 151                        | Oural                   | Russie          |
| 6    | Non nommé         | 1 077                        | Nouvelle-Zemble         | Russie          |
| 7    | Etna              | 999                          | Sicile                  | Italie          |
| 8    | Moussala          | 810                          | Rila                    | Bulgarie        |
| 9    | Kebnekaise        | 757                          | Alpes scandinaves       | Suède           |
| 10   | Newtontoppen      | 744                          | Spitzberg               | Norvège         |
| 11   | Ben Nevis         | 739                          | Highlands               | Royaume-Uni     |
| 12   | Hvannadalshnjúkur | 715                          | Hautes Terres d'Islande | Islande         |
| 13   | Tsninski          | 647                          | Collines de Valdaï      | Russie          |
| 14   | Beerenberg        | 596                          | Île Jan Mayen           | Norvège         |
| 15   | Mulhacén          | 526                          | Cordillères Bétiques    | Espagne         |
| 16   | Gerlachovský štít | 510                          | Carpates                | Slovaquie       |
| 17   | Youdichvumchorr   | 510                          | Massif des Khibiny      | Russie          |
| 18   | Aneto             | 507                          | Pyrénées                | Espagne         |

| 1 2 3 5 7 8 9 11 12 13 14 15 16 17 18 |

| 3 5 6 9 10 11 12 13 14 17 |

#### Océanie

##### Par altitude
Liste des sommets d'Océanie de plus de 4 000 mètres d'altitude,, (sans limite de proéminence en raison de l'imprécision de certaines mesures) :
| Rang | Nom                                   | Altitude (m) | Chaîne              | Pays                      |
| ---- | ------------------------------------- | ------------ | ------------------- | ------------------------- |
| 1    | Puncak Jaya                           | 4 884        | Monts Maoke         | Indonésie                 |
| 2    | Sumantri                              | 4 870        | Monts Maoke         | Indonésie                 |
| 3    | Nga Pulu                              | 4 862        | Monts Maoke         | Indonésie                 |
| 4    | Carstensz Oriental                    | 4 820        | Monts Maoke         | Indonésie                 |
| 5    | Puncak Trikora                        | 4 750        | Monts Maoke         | Indonésie                 |
| 6    | Ngga Pilimsit                         | 4 717        | Monts Maoke         | Indonésie                 |
| 7    | Puncak Mandala                        | 4 640        | Monts Maoke         | Indonésie                 |
| 8    | Pic Wollaston                         | 4 600        | Monts Maoke         | Indonésie                 |
| 9    | Mont Speelman                         | 4 540        | Monts Maoke         | Indonésie                 |
| 10   | Puncak Yamin                          | 4 510        | Monts Maoke         | Indonésie                 |
| 11   | Mont Wilhelm                          | 4 509        | Monts Bismarck      | Papouasie-Nouvelle-Guinée |
| 12   | Puncak Coen                           | 4 480        | Monts Maoke         | Indonésie                 |
| 13   | Mont Valentijn                        | 4 453        | Monts Maoke         | Indonésie                 |
| 14   | Mont Akimuga                          | 4 390        | Monts Maoke         | Indonésie                 |
| 15   | Mont Giluwe                           | 4 368        | Monts Bismarck      | Papouasie-Nouvelle-Guinée |
| 16   | Mont Ubia (Leonard Darwin)            | 4 340        | Monts Maoke         | Indonésie                 |
| 17   | Mont Bakoppa                          | 4 330        | Monts Maoke         | Indonésie                 |
| 18   | Mont Rumphius                         | 4 320        | Monts Maoke         | Indonésie                 |
| 19   | Grasberg                              | 4 270        | Monts Maoke         | Indonésie                 |
| 20   | Gambu                                 | 4 212        | Monts Maoke         | Indonésie                 |
| 21   | Tom Ukul                              | 4 208        | Monts Maoke         | Indonésie                 |
| 22   | Mauna Kea                             | 4 207        | Île d'Hawaï         | États-Unis                |
| 23   | Osua Annin                            | 4 180        | Monts Maoke         | Indonésie                 |
| 24   | Mauna Loa                             | 4 169        | Île d'Hawaï         | États-Unis                |
| 25   | Platen Spitz                          | 4 150        | Monts Maoke         | Indonésie                 |
| 26   | Non nommé (localement : mont Boising) | 4 150        | Monts Finisterre    | Papouasie-Nouvelle-Guinée |
| 27   | Mont Bangeta                          | 4 121        | Monts Finisterre    | Papouasie-Nouvelle-Guinée |
| 28   | Mont Kabangama                        | 4 104        | Monts Bismarck      | Papouasie-Nouvelle-Guinée |
| 29   | Ngga Nggumlumbulu                     | 4 061        | Monts Maoke         | Indonésie                 |
| 30   | Mont Prins Maurits                    | 4 040        | Monts Maoke         | Indonésie                 |
| 31   | Mont Victoria                         | 4 038        | Chaîne Owen Stanley | Papouasie-Nouvelle-Guinée |
| 32   | Mont Frederik Hendrik                 | 4 020        | Monts Maoke         | Indonésie                 |
| 33   | Pic Johan Willem Friso                | 4 020        | Monts Maoke         | Indonésie                 |

| 1 2 3 4 5 6 7 9 10 11 15 22 24 26 27 28 31 |

| 1 2 3 4 5 6 7 8 9 10 11 12 13 14 15 16 18 20 21 23 26 27 28 29 30 31 32 33 |

##### Par proéminence
Liste des sommets d'Océanie de plus de 2 000 mètres de proéminence,,, :
| Rang | Nom                                   | Proéminence (m) | Chaîne                   | Pays                      |
| ---- | ------------------------------------- | --------------- | ------------------------ | ------------------------- |
| 1    | Puncak Jaya                           | 4 884           | Monts Maoke              | Indonésie                 |
| 2    | Mauna Kea                             | 4 207           | Hawaï                    | États-Unis                |
| 3    | Non nommé (localement : mont Boising) | 3 734           | Monts Finisterre         | Papouasie-Nouvelle-Guinée |
| 4    | Aoraki/Mont Cook                      | 3 724           | Alpes du Sud             | Nouvelle-Zélande          |
| 5    | Haleakalā                             | 3 055           | Maui                     | États-Unis                |
| 6    | Mont Suckling                         | 2 976           | Chaîne Owen Stanley      | Papouasie-Nouvelle-Guinée |
| 7    | Mont Wilhelm                          | 2 969           | Monts Bismarck           | Papouasie-Nouvelle-Guinée |
| 8    | Mont Ruapehu                          | 2 797           | Zone volcanique de Taupo | Nouvelle-Zélande          |
| 9    | Mont Mebo                             | 2 761           | Monts Arfak              | Indonésie                 |
| 10   | Puncak Mandala                        | 2 760           | Monts Maoke              | Indonésie                 |
| 11   | Mont Victoria                         | 2 738           | Chaîne Owen Stanley      | Papouasie-Nouvelle-Guinée |
| 12   | Mont Balbi                            | 2 715           | Chaîne de l'Empereur     | Papouasie-Nouvelle-Guinée |
| 13   | Mont Vineuo                           | 2 536           | Goodenough               | Papouasie-Nouvelle-Guinée |
| 14   | Mont Giluwe                           | 2 507           | Monts Bismarck           | Papouasie-Nouvelle-Guinée |
| 15   | Mont Aspiring/Tititea                 | 2 471           | Alpes du Sud             | Nouvelle-Zélande          |
| 16   | Mont Taron                            | 2 340           | Chaîne Hans Meyer        | Papouasie-Nouvelle-Guinée |
| 17   | Mont Popomanaseu                      | 2 335           | Guadalcanal              | Îles Salomon              |
| 18   | Ulawun                                | 2 334           | Nouvelle-Bretagne        | Papouasie-Nouvelle-Guinée |
| 19   | Mont Taranaki                         | 2 308           | Chaîne de Kaitoke        | Nouvelle-Zélande          |
| 20   | Mont Kabangama                        | 2 284           | Monts Bismarck           | Papouasie-Nouvelle-Guinée |
| 21   | Mont Orohena                          | 2 241           | Tahiti                   | France                    |
| 22   | Mont Kosciuszko                       | 2 228           | Cordillère australienne  | Australie                 |
| 23   | Mont Kobowre                          | 2 210           | Monts Maoke              | Indonésie                 |
| 24   | Mont Tutoko                           | 2 191           | Alpes du Sud             | Nouvelle-Zélande          |
| 25   | Mauna Loa                             | 2 163           | Hawaï                    | États-Unis                |
| 26   | Mont Doboron                          | 2 056           | Monts Nakanai            | Papouasie-Nouvelle-Guinée |
| 27   | Mont Tapuaenuku                       | 2 021           | Alpes du Sud             | Nouvelle-Zélande          |
| 28   | Mont Gauttier                         | 2 007           | Monts Foja               | Indonésie                 |

| 1 2 3 4 5 6 7 8 9 10 11 12 13 14 15 16 17 18 19 20 21 22 23 24 25 26 27 28 |

##### Par isolation topographique
Liste des sommets d'Océanie de plus de 1 000 km d'isolation topographique :
| Rang | Nom              | Isolation topographique (km) | Chaîne                  | Pays                        |
| ---- | ---------------- | ---------------------------- | ----------------------- | --------------------------- |
| 1    | Puncak Jaya      | 5 235                        | Monts Maoke             | Indonésie                   |
| 2    | Mont Orohena     | 4 128                        | Tahiti                  | France                      |
| 3    | Mauna Kea        | 3 947                        | Hawaï                   | États-Unis                  |
| 4    | Aoraki/Mont Cook | 3 139                        | Alpes du Sud            | Nouvelle-Zélande            |
| 5    | Maunga Terevaka  | 2 832                        | Île de Pâques           | Chili                       |
| 6    | Mauga Silisili   | 2 245                        | Savai'i                 | Samoa                       |
| 7    | Colline de Joe   | 1 903                        | Île Christmas           | Kiribati                    |
| 8    | Agrigan          | 1 898                        | Îles Mariannes          | États-Unis                  |
| 9    | Mont Kosciuszko  | 1 894                        | Cordillère australienne | Australie                   |
| 10   | Mont Zeil        | 1 549                        | Monts MacDonnell        | Australie                   |
| 11   | Mont Temetiu     | 1 407                        | Hiva Oa                 | France                      |
| 12   | Dolohmwar        | 1 317                        | Île Pohnpei             | États fédérés de Micronésie |
| 13   | Mont Meharry     | 1 308                        | Monts Hamersley         | Australie                   |
| 14   | Bluff Knoll      | 1 226                        | Chaîne de Stirling      | Australie                   |
| 15   | Mont Perau       | 1 185                        | Rapa                    | France                      |
| 16   | Non nommé        | 1 084                        | Wake                    | États-Unis                  |
| 17   | Mont Duff        | 1 067                        | Mangareva               | France                      |
| 18   | Mont Tomanivi    | 1 037                        | Viti Levu               | Fidji                       |
| 19   | Non nommé        | 1 018                        | Minamitori-shima        | Japon                       |

| 1 2 3 4 5 β 6 7 8 9 10 11 12 13 14 15 16 17 18 19 |

### Autres critères géographiques et géophysiques
Il existe d'autres façons de mesurer la hauteur d'une montagne, comme la différence d'altitude entre son sommet et sa base. Bien qu'il n'existe aucune définition précise de la base d'une montagne, le mont McKinley — avec environ 5 500 mètres de dénivelé —, le Kilimandjaro — plus haute montagne isolée du monde —, le Nanga Parbat — présentant la plus haute face du monde avec une verticalité de 5 000 mètres — et le Namcha Barwa — qui domine le canyon du Yarlung Tsangpo de 6 800 mètres au maximum, à l'est de sa boucle — sont des candidats possibles au titre de plus haute montagne terrestre selon cette méthode. Dans cette approche, le Mauna Kea est encore plus élevé, puisqu'il s'élève à 10 200 mètres au-dessus du plancher de l'océan Pacifique,,. Toutefois, le Mauna Loa, plus volumineux et s'enfonçant plus profondément dans le plancher océanique, s'élève à 17 kilomètres au-dessus de sa base et possède une hauteur absolue plus importante.
À cause du renflement équatorial, le sommet du Chimborazo en Équateur est le point de la surface terrestre le plus éloigné de son centre,,. Le Huascarán au Pérou est le second, la différence entre les deux étant de l'ordre d'une vingtaine de mètres.

### En alpinisme
L'Annapurna I est le premier sommet de plus de 8 000 mètres à avoir été gravi, en 1950, même si des équipes sont arrivées à des hauteurs supérieures sur l'Everest avant cette date, mais sans en atteindre le sommet. Avant l'Annapurna I, le Nanda Devi (7 816 m) était la plus haute montagne gravie.
La liste suivante recense les plus hauts sommets jamais gravis, par période. Sont pris toutefois en considération les sommets différenciés, pas les cimes multiples d'une même montagne (l'une des cimes du Lhotse, par exemple, haute de 8 414 m, n'a été gravie qu'en 2001) :
- avant le 29 mai 1953 : Everest (8 849 m) ;
- avant le 31 juillet 1954 : K2 (8 611 m) ;
- avant le 25 mai 1955 : Kangchenjunga (8 586 m) ;
- avant le 18 mai 1956 : Lhotse (8 516 m) ;
- avant le 13 mai 1960 : Dhaulagiri (8 167 m) ;
- avant le 2 mai 1964 : Shishapangma (8 027 m) ;
- avant 1970 : Ngadi Chuli (7 871 m, ascension non confirmée ; première ascension confirmée en 1979) ;
- avant 1971 : Khunyang Chhish (7 823 m) ;
- avant le 30 juin 1976 : Batura Sar (7 795 m) ;
- avant le 30 octobre 1992 : Namcha Barwa (7 782 m) ;
- depuis le 30 octobre 1992 : Gangkhar Puensum (7 570 m).